# Destruction des habitats
La destruction des habitats est une préoccupation mondiale. Elle entraîne la perte d’écosystèmes essentiels, menaçant la biodiversité et provoquant l’extinction de nombreuses espèces sauvages. Ces perturbations perturbent les services écosystémiques essentiels au bien-être humain, notamment les systèmes d’approvisionnement en ressources comme l’eau, la nourriture et le bois. Elles impactent également les services socio-culturels, tels que le loisir et le tourisme, ainsi que les services de régulation, comme la séquestration du carbone et la régulation du climat. Ces déséquilibres accentuent les crises environnementales, notamment le changement climatique.
La destruction des milieux naturels regroupe l’ensemble des processus qui réduisent l’utilité ou la qualité des écosystèmes, compromettant ainsi la survie des espèces qui y vivent. Elle comprend la perte, la dégradation et la fragmentation des habitats, qui identifiées comme les principales causes de la perte de biodiversité. Ces perturbations sont largement attribuées aux activités humaines, telles que la déforestation, l’expansion agricole, l’urbanisation et la construction d’infrastructures (par exemple les routes), ainsi que l’exploitation des ressources naturelles. Cet article examinera les causes de la destruction des habitats, les conséquences sur les écosystèmes et les solutions envisageables pour leur préservation.

## Causes destruction des habitats

### Déforestation

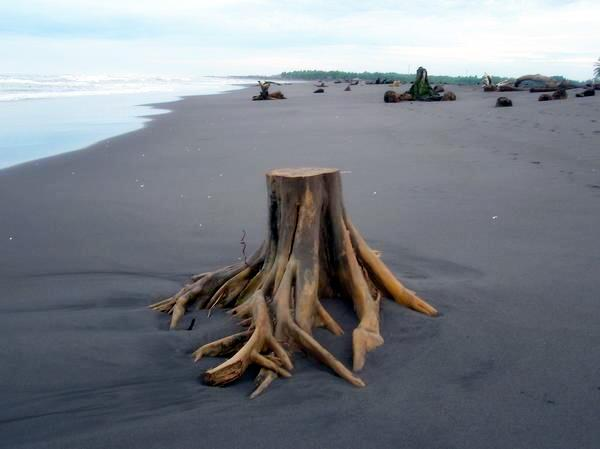
Déforestation au Guatemala.

La déforestation est un processus de conversion des terres forestières en zones utilisées pour les activités humaines, notamment pour l’agriculture, l’urbanisation et l’exploitation des ressources naturelles, telles que le bois. Ce phénomène entraîne la destruction des écosystèmes forestiers, la perte de biodiversité, et contribue de manière significative aux changements climatiques. En effet, les arbres jouent un rôle essentiel dans la captation de dioxyde de carbone atmosphérique, aidant ainsi à stabiliser le climat. Les régions tropicales sont particulièrement touchées, avec une coupe annelle de plus de 15 milliards d’arbres, ce qui accentue la perte d’habitats. En tant que puits de carbone majeurs grâce à leur densité forestière élevée, ces zones voient leur capacité de stocker le carbone diminué fortement, ce qui aggrave les dérèglements climatiques. Cette situation affecte non seulement la biodiversité, mais elle compromet également la capacité des forêts à réguler les températures, tant à l’échelle locale que mondiale.

### Expansion agricole
Concernant l’agriculture, l’expansion agricole résulte de la conversion des terres naturelles en terres agricoles, motivée par la demande alimentaire croissante liée à l’augmentation de la population mondiale. D’ici 2050, la population mondiale devrait atteindre entre 8,5 à 9,9 milliards d’habitants. Bien que cette expansion puisse permettre de doubler la production alimentaire, elle nécessiterait une augmentation de 18% des terres cultivables, entraînant la destruction de vastes écosystèmes riche en biodiversité, particulièrement les forêts et les prairies. En effet, une telle expansion équivaudrait à la perte de 268 millions d’hectares d’habitats naturels. Pour répondre à cette demande alimentaire croissante, les agriculteurs privilégient les monocultures, comme celles du blé, du maïs ou du soja. Ces pratiques sont populaires pour leur capacité à optimiser les rendements à court terme, grâce l’uniformité des cultures ce qui simplifie la gestion des champs et facilite l’utilisation des machines agricoles spécifique, tout en réduisant les coûts de production. Cependant, elles appauvrissent les écosystèmes, notamment en affectant les espèces présentes dans les sols, essentielles à leur fertilité. Ce manque de diversité rend les sols plus vulnérables face aux perturbations environnementales. Ces pratiques entraînent un épuisement des nutriments, ce qui pousse à une utilisation accrue de pesticides et d’engrais chimiques, aggravant ainsi la dégradation des sols. Sur le long terme, cette simplification des cultures et des sols, expose les agriculteurs à de nombreux risques, notamment des pertes importantes en cas de perturbations climatiques ou d’attaques de ravageurs spécifiques aux cultures. Ces impacts mettent en lumière la nécessité de repenser les pratiques agricoles en faveur de méthodes durables et résilientes.

### Urbanisation et infrastructure
Le changement d’utilisation des terres agricoles et urbaines entraîne des perturbations anthropiques majeures, en particulier la perte des habitats naturels. Depuis le développement des civilisations humaines, l’urbanisation a eu des effets négatifs sur les écosystèmes, réduisant par exemple le nombre global d’arbres d’environ 46%. L’explosion démographique mondiale accentue la demande en terres urbaines. Bien que les zones urbanisées couvrent seulement entre 0,2 à 2,4% de la surface de la terre, elles jouent un rôle clé dans le changement d’affectation des sols, provoquant la conversion, la dégradation et la fragmentation des habitats. Ces modifications se traduisent par une importante perte de biodiversité, en moyenne, une diminution de 38% de l’abondance totale des espèces en milieu urbain comparé aux écosystèmes naturels, non affectées par la présence humaine. D’ici 2100, on estime qu’entre 36 à 74 millions d’hectares d’habitats naturels pourraient être perdus au profit de l’urbanisation. Cette progression de l’expansion urbaine pourrait également empiéter sur les zones protégées, affectant entre 13,2 à 19,8% de ces territoires d’ici à la fin du siècle si aucune restriction n’est mise en place.

### Fragmentation
En parallèle, la proximité croissante entre les espaces naturels et les zones urbanisées entraîne d’importantes perturbations, tant au niveau de la structure que de la fonction des habitats, démontrant une grande influence des activités humaines sur ces espaces. En effet, la fragmentation, causée par des phénomènes tels que la déforestation, l’urbanisation ou la construction d’infrastructures routières, réduit la taille des parcelles naturelles, augmente la longueur des bordures par unité de surface, augmente l’isolement des habitats, c’est-à-dire la distance entre les fragments naturels. Ces changements affectent les espèces endémiques, qui sont davantage vulnérables à ces modifications. La fragmentation et la perte d’habitats ont des effets négatifs majeurs sur la biodiversité. D’ici 2100, elles pourraient entraîner une perte moyenne de 7 à 9 espèces, soit environ 197 espèces disparues pour chaque 10km2.

### Exploitation des ressources naturelles
Les écosystèmes naturels et parfois même les aires protégées subissent des pressions liées à l’exploitation des ressources naturelles. Elles prennent majoritairement la forme d’utilisation des espaces disponibles à des fins de bénéfices économiques. C’est le cas avec l’intensification de l’exploitation agricole, qui cause notamment la déforestation. Il est parfois question de surexploitation des ressources notamment forestières et halieutiques qui cause des grandes pertes de biodiversité. Également, l’extraction de métaux rares, indispensable au développement des nouvelles technologies, entraîne la destruction des écosystèmes et aggrave les conditions de vie des populations locales.

### Autres facteurs
D’autres phénomènes comme les changements climatiques, la pollution et l’introduction d’espèces exotiques envahissantes sont des facteurs perturbant les écosystèmes et causant des pertes au niveau de la biodiversité. Par exemple, la déforestation réduit la capacité des forêts à séquestrer le carbone, entraînant une augmentation des gaz à effet de serre (GES) dans l'atmosphère. En effet, chaque arbre détruit représente une perte directe de stockage potentiel de carbone, aggravant les impacts du changement climatique. Ainsi, la réduction des surfaces forestières diminue leur capacité à réguler le climat, accentuant les phénomènes climatiques extrêmes. Cette dynamique fonctionne telle un cercle vicieux où la déforestation contribue aux changements climatiques et eux-mêmes rendent les forêts plus vulnérables par exemple aux épisodes de sécheresses et incendies. Concernant la pollution, l'utilisation intensive de pesticides pour la gestion des monocultures contribue à l'augmentation les GES, aggravant ainsi les impacts climatiques. De plus, la surutilisation des engrais généralement azotés et phosphorés, provoque une augmentation de nutriments dans les sols entraînant l’eutrophisation des systèmes aquatiques, soutenant une perte de biodiversité aquatique. Également, l’introduction des espèces exotiques envahissantes, que ce soit de manière volontaire ou non, impacte les dynamiques des écosystèmes. Par exemple, le déplacement d’une espèce sans en avoir conscience comme le myriophylle à épis d’un lac à un autre par les embarcations non lavées entre deux lacs, ou d’une espèce animale comme prédatrice d’une autre pour contrôler la population.

## Conséquences de la destruction des habitats
La destruction des habitats, comme mentionné précédemment, affecte directement les écosystèmes et menace l’équilibre écologique global, entraînant l’érosion de la biodiversité biologique. De nombreux biomes, tels que les forêts subtropicales et tempérées, sont particulièrement vulnérables. Ces écosystèmes jouent un rôle indispensable dans la conservation de la biodiversité mondiale et contribuent à la résilience écologique face aux pressions croissantes exercées par les activités humaines.

### Perte de biodiversité
D’une part, la perte de biodiversité représente l’un des enjeux environnementaux mondiaux les plus alarmants. Chaque année, des centaines d’espèces disparaissent, et on estime que 200 espèces de vertébrés se sont éteintes au cours des cent dernières années. Nous assistons actuellement à un sixième épisode d’extinction massive, principalement provoqué par les activités humaines. Ces estimations, concernant les vertébrés, ne représentent qu’une fraction de la biodiversité globale. De nombreuses espèces, en particulier celles peu étudiées comme les organismes microscopiques ou certaines espèces marines difficiles à observer, ne sont pas prises en compte. Certaines n’ont jamais fait l’objet d’une évaluation de leur population et ne figurent pas sur la liste rouge des espèces menacées, tandis que d’autres n’ont pas été réévaluées depuis des années, ce qui ne reflète pas leur état actuel. Par conséquent, il est probable que les taux d’extinction réels soient sous-estimés. Par exemple, seulement 15 espèces animales marines ont été déclarées éteinte à l’échelle mondiale, ce qui ne prend pas en compte les coraux, les gastéropodes. Il existe différentes causes de la perte de la biodiversité d’une part à l’échelle globale où la défaillance des modèles économiques actuels qualifiés comme non durable ne tenant pas compte des besoins des générations futures. D’autre part, à l’échelle locale, les règles sont inadaptés concernant l’accès aux ressources biologiques comme la forêt ou les poissons.

### Impacts sur services écosystémiques
D’autre part, la destruction des habitats a des effets profonds sur les services écosystémiques essentiels. Elle perturbe notamment le cycle de l’eau en modifiant les processus de régulation, ce qui peut entraîner des épisodes de sécheresse ou d’inondation de manière plus fréquente. Par exemple, dans les zones tropicales, la déforestation réduit l’évapotranspiration, ce qui diminue les précipitations locales et affecte donc les cycles hydrologiques à l’échelle globale. De plus, la déforestation, en réduisant le nombre d’arbres limite significativement la capacité des forêts à séquestrer le carbone. Cette diminution de captation aggrave les changements climatiques en augmentant la concentration de dioxyde de carbone atmosphérique, ce qui perturbe davantage la régulation du climat mondiale. La destruction des habitats altère également la pollinisation, essentielle pour la production alimentaire mondiale, et le contrôle des nuisibles, qui augmente la pression sur l’agriculture.

### Déséquilibres écologiques
Les perturbations des habitats naturels engendrent un déséquilibre écologique majeur. La perte de biodiversité réduit la résilience des écosystèmes, car les interactions entre les espèces deviennent moins dynamiques et robustes face à ces perturbations. L’érosion du sol, accentuée par des pratiques telles que l’agriculture intensive et la déforestation, compromettent leur fragilité et leur capacité à soutenir la végétation. La perte d’habitats perturbe également les chaînes alimentaires, menaçant des espèces clé et augmentant le risque de prolifération de nuisibles comme des insectes ravageurs. Ces déséquilibres affectent directement les communautés locales qui dépendent des forêts et des écosystèmes pour leur subsistance, notamment pour la collecte de nourriture, d’eau potable et de matériaux de construction. Sur le long terme, ces impacts augmentent les vulnérabilités face aux crises environnementales et climatiques.

### Perturbations économiques et sociales
Alors que l’exploitation des ressources naturelles permet de soutenir une croissance économique, elle présente des limites importantes pour le développement économique à long terme. En effet, les ressources naturelles ont des capacités de régénération limitées et ne peuvent se renouveler aussi rapidement qu’elles sont exploitées. Cela conduit inévitablement à une saturation des ressources, suivies d’une décroissance économique. Dès les années 1970, certaines études ont prédit qu’un déclin de l’économie mondiale était inévitable en raison de l’épuisement progressif des ressources naturelles. Bien que ces avertissements n’aient pas été pris en compte à l’époque, la réalité nous rattrape aujourd’hui. Ainsi, le concept de croissance économique s’accompagne désormais de principes de développement durable, visant à préserver l’environnement tout en favorisant les avancées sociales.

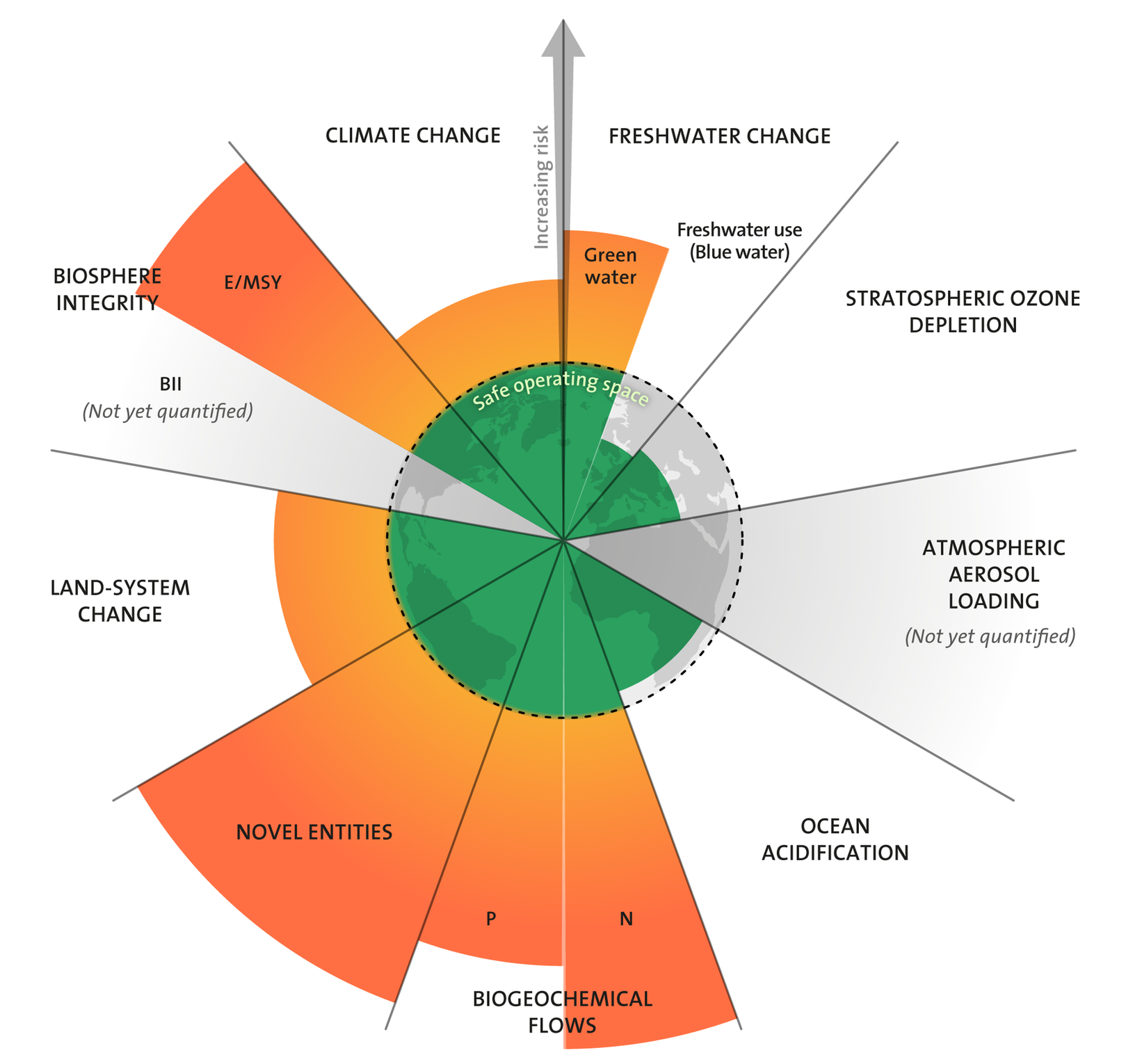
Limites planétaires représentant des seuils environnementaux critiques dont le dépassement menace la stabilité des écosystèmes et bien-être humain, établit fin 2022.

Pour mieux comprendre les limites de la capacité de la nature à soutenir le développement humain, le concept des limites planétaires a été introduit. Cette figure illustre un espace sûr (en vert) dans lequel les activités humaines peuvent se développer sans compromettre la disponibilité des ressources pour les générations futures. Cependant, 6 de ces 9 limites, notamment, le changement d’utilisation des sols, l’érosion de la biodiversité, ou encore la perturbation des cycles d’azote et de phosphore, ont été largement dépassées (en orange et rouge), reflétant une situation d’urgence. Ces dépassements démontrent l’impact de la surexploitation des ressources naturelles et mettent en évidence une situation critique, soulignant l’urgence de repenser nos modes de développement pour éviter des conséquences irréversibles pour l’environnement, intrinsèquement lié à l’économie mondiale.
De plus, les décideurs privilégient souvent les gains économiques à court terme au détriment de la préservation de la nature, en grande partie parce qu’aucune valeur tangible n’est attribuée aux ressources biologiques dites «brutes». Cette absence de valorisation économique des écosystèmes conduit à une exploitation intensive et à une transformation des habitats naturels, offrant des bénéfices immédiats mais non durables. Pourtant, cette vision à court terme ignore les avantages à long terme qu’offre la conservation des ressources naturelles, notamment en garantissant des services écosystémiques fonctionnels, comme la pollinisation. Un développement économique durable ne peut être atteint sans intégrer la valorisation économique et sociale des ressources naturelles.
Par ailleurs, la perte d’habitat affecte également le développement social. Par exemple, un parc urbain ou une forêt, qui offrent des espaces pour des activités de plein air, comme des lieux de rencontre pour pratiquer des loisirs tels que du sport ou des sentiers de randonnée, jouent un rôle essentiel dans la qualité de vie des communautés. La destruction de ces zones impacte principalement la faune et la flore locales, tout en affectant les activités humaines bénéfiques qu’elles soutiennent, privant ainsi les populations d’opportunités de loisirs et d’interactions sociales. Cette perte réduit le bien-être collectif et fragilise les liens sociaux au sein des communautés.

## Solution pour préserver les habitats

### Pratiques agricoles durables
Concernant l’agriculture, il est essentiel de repenser les méthodes de production alimentaire en respectant les cycles naturels et biogéochimiques des sols. Par exemple, l’association de plusieurs espèces ou l’introduction de rotation dans les cultures peuvent prévenir l’appauvrissement des sols tout en améliorant leur fertilité et leur résilience face aux perturbations. De plus, adopter des pratiques agricoles durables nécessite de considérablement limiter l’utilisation d’engrais chimiques, qui perturbent les écosystèmes terrestres, notamment les sols, et aquatiques, où le ruissellement favorise l’eutrophisation des cours d’eau. Ces pratiques devraient bannir l’usage des pesticides, qui détruisent non seulement les ravageurs, mais également une grande partie de la faune non ciblée. Par exemple, les insectes pollinisateurs, indispensables à de nombreuses cultures, subissent de graves dommages, tout comme les écosystèmes voisins des champs, où les sols sont souvent dégradés par la contamination chimique. Enfin, des techniques promouvant une gestion durable des sols, telles que l’agriculture biologique, l’agroforesterie qui combine arbres et cultures, ou l’agriculture de conservation qui maintient constamment un couvert végétal. Ces pratiques offrent des solutions viables pour préserver les habitats tout en maintenant une production alimentaire efficace.

### Protection et restauration des habitats
Pour contrer les perturbations des écosystèmes, des aires protégées ont été mises en place pour conserver à la fois les écosystèmes et les espèces qu’ils abritent. Lors de la COP15 tenue en 2022, un engagement a été définis pour protéger 30% des territoires terrestres et marins d’ici 2030. Cependant, malgré leur statut, ces aires dites protégées sont tout de même menacées. Elles subissent des pertes et de la fragmentation des habitats estimées respectivement à 19% et 34%. Cela s’explique par le fait que de nombreuses zones protégées permettent encore l’exploitation des ressources naturelles, comme l’abattage contrôlé des arbres. À l’inverse, les zones strictement protégées, telles que les réserves biologiques et les parcs nationaux se montrent bien plus efficaces pour limiter la déforestation et préserver la biodiversité. Renforcer ces catégories d’aires strictement protégées et améliorer leur gestion est essentiel pour maximiser leur efficacité.

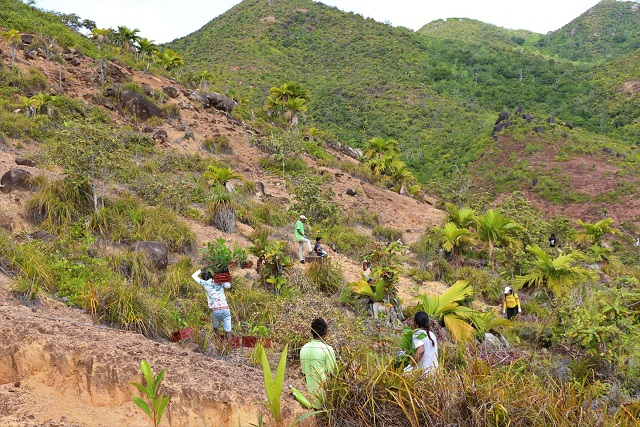
Reforestation aux Seychelles, en 2020.

En parallèle de la protection, la restauration des habitats joue un rôle essentiel pour réparer les dommages causés aux écosystèmes par les activités humaines. Les initiatives de reforestation, telles que la «Billion Trees Campaign», visent à augmenter la couverture forestière mondiale, renforçant ainsi la biodiversité et les services écosystémiques, tels que la séquestration du carbone. Ces actions contribuent également à la régénération des sols, à la stabilisation des cycles hydrologiques et à la création d’habitats pour de nombreuses espèces. Cependant, la réussite de ces initiatives repose sur des choix stratégiques, tels que la sélection d’espèces adaptées aux conditions locales et à l’évitement des monocultures, qui fragiliseraient les écosystèmes. Les recherches sur la densité d’arbres, offrent des bases pour identifier les zones prioritaires à restaurer, notamment grâce à des cartes. En parallèle, les politiques de conservation soutiennent ces efforts grâce à des cadres législatifs et des financements. Ces initiatives demandent une gestion rigoureuse et un engagement durable pour maximiser les bénéfices, tant pour les écosystèmes que pour les communautés humaines.

### Politiques et réglementations
Comme évoqués précédemment, les impacts de la destruction des habitats sont significatifs, rendant nécessaire l’adoption d’une voie de développement urbain durable pour équilibrer l’expansion urbaine et la conservation de la biodiversité. Également, attribuer une valeur intrinsèque à la nature est essentiel pour rendre ces ressources quantifiables, facilitant ainsi leur gestion et leur protection. Une telle approche permettrait d’inciter les décideurs à favoriser les bénéfices à long terme des écosystèmes dans leurs politiques.
De plus, un ajustement précis de la réglementation des aires protégées peut, dans une certaine mesure, permettre une cohabitation harmonieuse entre la biodiversité et les activités humaines. Par exemple, des politiques flexibles, mais rigoureuses encadrant l’exploitation durable des ressources tout en garantissant la préservation des habitats en danger. Ces cadres réglementaires sont importants pour intégrer la conservation dans les dynamiques économiques et sociales, offrant ainsi des solutions équilibrées entre durabilité et développement.

### Engagement et sensibilisation
L’engagement des communautés locales et la sensibilisation jouent un rôle clé dans la protection et la restauration des habitats naturels. L’initiative «Billion Trees Campaign» démontre l’importance de la participation active des citoyens. Ce type de campagne mobilise les populations autour de l’importance des écosystèmes, renforçant la prise de conscience de leur rôle de gardiens de la biodiversité.